# Werkzeuginnendruck
Der Werkzeuginnendruck beschreibt den Druck, der im Werkzeug beim Urformen herrscht.
Die Messung des Werkzeuginnendrucks ist bei der Herstellung von Kunststoff-Formteilen verbreitet. Sie dient dazu, den Herstellungsprozess zu überwachen. Der Druck wird mittels Sensoren erfasst und meist elektronisch ausgewertet. Die Messung wird dazu verwendet, um den Ausschuss beim Einrichten des Spritzgießprozesses zu verringern. Die Messung wird auch zur Qualitätssicherung verwendet.
Der Werkzeuginnendruck wird bereits seit Jahrzehnten dazu benutzt, die physikalischen Eigenschaften eines Spritzteils schon während der Produktion zu bestimmen. In zahlreichen Studien wurde der Zusammenhang zwischen Werkzeuginnendruck und bestimmten Eigenschaften wie z. B. Formteilabmaße, Orientierungen etc. bewiesen.
Die piezoelektrische Messtechnik hat sich über die Jahre hinweg für diese Anwendung etabliert, da sich der Sensor selbst ideal hierfür eignet. Aufgrund der teilweise sehr schnellen Einspritzvorgänge entstehen Anforderungen, die nur sehr kompakt gebaute und steife Sensorkonstruktionen erfüllen können.
Das piezoelektrische Messverfahren
Die Wirkungsweise dieses Verfahrens beruht auf dem direkten piezoelektrischen Effekt. Bei einer Verformung der Kristalle durch äußere mechanische Krafteinwirkung treten an bestimmten Kristalloberflächen elektrische Ladungen auf, die gemessen werden können. Die auftretende Ladung ist der mechanischen Beanspruchung direkt proportional. Im unbelasteten Zustand sind die Kristalloberflächen ungeladen, d. h. elektrisch neutral und weisen keine Ladung auf.
Wird das Quarzelement unter einer äußeren Last, z. B. dem Werkzeuginnendruck, verformt, so treten aufgrund der Kristallgitterverschiebung an den Oberflächen elektrische Ladungen auf. Werden diese Oberflächen mit speziellen Materialien elektrisch leitend gemacht, so kann die Größe der auftretenden Ladung gemessen werden.
Diese Eigenschaft behält der Quarz-Kristall je nach Schnittart bis zur Curie-Temperatur (> 450 °C) bei.
Zur Vermeidung von Entladungsvorgängen ist eine gute Isolation mit einem relativ hohen Isolationswiderstand notwendig. Diese Isolation kann durch Verunreinigungen an den Steckerverbindungen stark herabgesetzt werden, wodurch es zu einem vorzeitigen Entladevorgang und somit zu Messfehlern kommt.
Die Messung elektrischer Ladung erfordert Ladungsverstärker, die die Ladung in eine proportionale Spannung umwandeln. Somit wird das Messen durch einfache elektrische Messgeräte ermöglicht.